# MG-010
A MG-010 é uma rodovia estadual de Minas Gerais. Sua extensão total é de 318,1 quilômetros, do qual 51,9 quilômetros (16,3%) são duplicados, e apenas 26,5 quilômetros (8,3%) de sua malha não possuem pavimentação. Seu percurso inicia no Terminal Rodoviário de Belo Horizonte em Belo Horizonte e termina no município de Rio Vermelho.
Desde a construção do Aeroporto Internacional Tancredo Neves, no município de Confins, a MG-010 tem sido uma estrada de vital importância para a todo o estado de Minas Gerais. Em meados de 2005 o poder público lançou o projeto linha verde, que consistiu na criação de um corredor moderno para o aeroporto de Confins. A MG-010 passou por várias modificações, como adições de faixas e viadutos.

## Percurso
A rodovia passa pelos seguintes municípios:
- Belo Horizonte
- Vespasiano
- Lagoa Santa
- Jaboticatubas
- Santana do Riacho (distrito de Serra do Cipó)
- Conceição do Mato Dentro
- Serro
- Santo Antônio do Itambé
- Serra Azul de Minas
- Rio Vermelho